# Ver.di
Ver.di, kort voor Vereinte Dienstleistungsgewerkschaft, is een Duitse vakbond die in 2001 ontstond uit de fusie van vijf vakbonden. Ver.di is aangesloten bij de federatie DGB en is met 1,9 miljoen leden de op een na grootste vakbond van Duitsland, na IG Metall. De organisatie heeft leden in de handel, logistiek, financiën, commerciële en openbare diensten, communicatie, gezondheidszorg en tal van andere sectoren.